# TRAPPIST-1 h
TRAPPIST-1 h è uno dei sette pianeti di tipo roccioso che orbitano intorno alla stella nana rossa ultrafredda TRAPPIST-1, distante all'incirca 40 anni luce dal Sole. È stato scoperto nel 2017 con il metodo del transito, tramite osservazioni con il telescopio spaziale Spitzer, ed è il pianeta più distante dei sette che orbitano attorno alla stella.

## Caratteristiche
I parametri orbitali del pianeta h non sono noti con precisione come per gli altri pianeti, anche la massa è incerta, tuttavia considerando che il raggio è il 76% del raggio terrestre, si ipotizza che anche la massa sia inferiore a quella del nostro pianeta, con TRAPPIST-1 d è il più piccolo del sistema. Riceve solo il 14% della radiazione che riceve la Terra dal Sole, ed è probabile che abbia una temperatura troppo bassa per consentire la vita (la temperatura di equilibrio è stimata essere di 169 K), anche se non è escluso che un eventuale riscaldamento interno dovuto al blocco mareale possa innalzare la temperatura al punto di fusione dell'acqua.
Studi del 2018 suggeriscono una massa di circa un terzo di quella della Terra, inoltre ritengono probabile che l'acqua sia presente in grandi quantità ma sotto forma di ghiaccio, mentre l'atmosfera, se sottile, difficilmente potrebbe contenere grandi quantità di molecole pesanti come l'anidride carbonica, in quanto a basse temperature essa collasserebbe al suolo.